# August Weber (Politiker, 1829)

August Weber

August Wilhelm Weber (* 31. Januar 1829 in Darmstadt; † 11. Oktober 1900 ebenda) war Finanzminister in der Regierung des Großherzogtums Hessen.

## Familie
Der Vater, Gottfried Jakob Weber (1779–1839), war Generalstaatsprokurator, die Mutter Auguste eine geborene von Dusch. August Weber war zunächst evangelisch, konvertierte dann aber zur römisch-katholischen Konfession. Er heiratete Antonie Emmerling (1833–1930), Tochter des Generalstaatsprokurators und Landtagsabgeordneten Georg Ludwig August Emmerling (1797–1867) und dessen Frau Luise, geborene Siebert. Ihr Sohn August Karl Weber (1859–1940) wurde ebenfalls ein hoher Beamter im Großherzogtum Hessen.

## Karriere
August Weber studierte Rechtswissenschaft. Während seines Studiums wurde er 1846 Mitglied der Burschenschaft Allemannia Gießen. Er begann seine berufliche Laufbahn als Akzessist am Hofgericht und erhielt 1857 eine bezahlte Richterstelle als Assessor am Landgericht Darmstadt. 1858 wechselte er zunächst an das Landgericht Beerfelden und noch im gleichen Jahr zum Stadtgericht Darmstadt. Zehn Jahre später – er war immer noch Assessor – wechselte er 1868 zum Hofgericht Darmstadt, wo er 1869 Hofgerichtsrat wurde. 1875 wurde er Ministerialrat im Ministerium des Innern und der Justiz. 1878 und 1881 (23. und 24. Landtag) war er Landtagskommissar, Mitglied der landesherrlichen Einweisungskommission für die Zweite Kammer der Landstände des Großherzogtums Hessen.
1884 ernannte ihn Großherzog Ludwig III. zum Leiter des Ministeriums der Finanzen (Minister), ab 1890 dann auch mit dem Titel eines Ministers. Er behielt das Amt bis 1898, als er in den Ruhestand verabschiedet wurde.

## Weitere Engagements
- 1868–1898 Vorsitzender Landesvereins des Roten Kreuzes.[5]
- 1877 wurde er zweiter Regierungskommissar bei der Hessischen Ludwigsbahn-Gesellschaft und juristischer Beirat, eine Funktion, die er bis 1884 ausübte.[6]
- Ab 1879 war er Mitglied der Prüfungskommission für das Justiz- und Verwaltungsfach, deren Direktor er 1884 wurde.[7]

## Ehrungen
- 1869 Preußischer Kronenorden III. Klasse[8]
- 1871 Eisernes Kreuz II. Klasse[9]
- 1872 Bayerisches Verdienstkreuz für die Jahre 1870/71[10]
- 1872 Ritterkreuz des Sächsischen Albrechts-Ordens[11]
- 1872 Württembergischer Olga-Orden[12]
- 1878 Ritterkreuz I. Klasse des Verdienstordens Philipps des Großmütigen[13]
- 1883 Russisches Erinnerungszeichen vom Roten Kreuz[14]
- 1885 Komturkreuz II. Klasse des Verdienstordens Philipps des Großmütigen[15]
- 1886 Ritterkreuz I. Klasse des Ludewigs-Ordens[16]
- 1887 Wirklicher Geheimer Rat[17]
- 1889 Komturkreuz I. Klasse des Verdienstordens Philipps des Großmütigen[18]
- 1892 Großkreuz des Verdienstordens Philipps des Großmütigen[19]
- 1896 Russischer Orden der Heiligen Anna I. Klasse[20]
- 1897 Preußischer Kronenorden I. Klasse[21]
- 1898 Krone zum Großkreuz des Verdienstordens Philipps des Großmütigen[22]